# Penisola di Brunswick

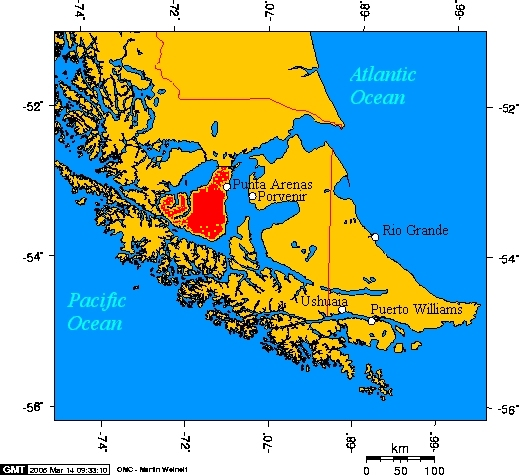
Posizione della Penisola di Brunswick (in rosso)

La penisola di Brunswick (spagnolo península de Brunswick) è una grande penisola della Regione di Magellano e dell'Antartide Cilena, in Patagonia. Ha una larghezza variabile da 16 a 80 km e una lunghezza di 115 km. L'unica località abitata è la città di punta Arenas.
Lo stretto di Magellano la separa dall'arcipelago della Terra del Fuoco. Termina a sud col capo Froward, il punto più meridionale della massa continentale del Sudamerica. A nord confina coi comuni cileni di Laguna Blanca e San Gregorio.
| Controllo di autorità | VIAF (EN) 248770196 |